# Bettino Craxi
Pour les articles homonymes, voir Craxi.
Benedetto Craxi, dit Bettino Craxi, né le 24 février 1934 à Milan et mort le 19 janvier 2000 à Hammamet, est un homme d'État italien, membre du Parti socialiste italien (PSI).
Membre du PSI à partir de 1953, il obtient son premier mandat électoral en 1960 comme conseiller municipal. Il intègre la direction nationale du Parti socialiste en 1965, puis la Chambre des députés en 1968. En 1970, il est promu vice-secrétaire du parti. Il se révèle alors un partisan de l'alliance avec la Démocratie chrétienne.
À la suite de la déroute du PSI aux élections anticipées de 1976, il devient secrétaire du PSI à 42 ans et engage le rajeunissement du parti. Il échoue à former un gouvernement après le scrutin anticipé de 1979 et rend son mandat au président de la République, le socialiste Sandro Pertini. Ce dernier le rappelle après les élections de 1983 et la mission de Craxi se termine sur un succès.
Il est donc investi président du Conseil des ministres et se trouve le premier socialiste à diriger le gouvernement italien. Son premier gouvernement établit, à l'époque, le record de longévité de la République. Il doit démissionner en 1987 mais continue de jouer un rôle actif dans la vie politique. Il est en 1990 le témoin de mariage de Silvio Berlusconi.
Mis en cause dans l'opération Mains propres, en 1992, il renonce à diriger le PSI en 1993 et s'enfuit un an plus tard en Tunisie, où il meurt en 2000.

## Biographie

### Enfance et jeunesse
Fils d'un avocat antifasciste originaire de Messine, Vittorio Craxi, et d'une femme au foyer originaire de Lodi, Maria Ferrari, il accomplit ses études primaires à Cantù, dans la province de Côme. Après la fin de la Seconde Guerre mondiale, alors que son père est nommé vice-préfet de la province de Milan, puis préfet de la province de Côme, il fréquente le lycée milanais Carducci, où il va s'intéresser à la politique.

### Débuts rapides en politique
En 1953, il adhère au Parti socialiste italien et devient permanent à la fédération provinciale. Il entre au conseil national du parti en 1957, à seulement 23 ans, et se fait élire, en 1960, conseiller municipal de Sant'Angelo Lodigiano. Vice-président de l'organisation étudiante UNURI pendant ses études de droit, il entre au conseil municipal de Milan en 1961. Il est nommé adjoint, d'abord chargé du budget, puis des services sociaux.

### Ascension au sein du Parti socialiste
Un an plus tard, en 1965, il intègre la direction nationale du PSI. Après avoir été élu député de la quatrième circonscription, qui comprend la province de Milan, au cours des élections générales des 19 et 20 mai 1968, il devient, en 1970, vice-secrétaire du Parti socialiste, sur proposition du secrétaire Giacomo Mancini (en).
À l'intérieur du parti, il appuie Pietro Nenni, partisan du « centre gauche organique », c'est-à-dire l'alliance des partis issus du centre gauche avec la Démocratie chrétienne (DC). En 1972, alors que le dirigeant socialiste historique Francesco De Martino redevient secrétaire du PSI, Craxi est confirmé dans ses fonctions d'adjoint, aux côtés de Giovanni Mosca. Il est alors responsable des questions internationales et tisse des liens avec les principaux partis d'Europe, notamment ceux travaillant sous un régime autoritaire, comme le PSOE ou le PASOK.

### Secrétaire du PSI
À la suite d'un article de De Martino dans le journal du parti, Avanti! en 1976, le quatrième gouvernement d'Aldo Moro tombe, et après un éphémère gouvernement présidé toujours par Moro des élections générales anticipées sont organisées les 20 et 21 juin. Lors de ce scrutin, le PSI reste stable dans les deux chambres, perdant quatre députés et quatre sénateurs. Cependant, à la Chambre des députés, il passe sous le seuil psychologique des 10 % des voix, ce qui amène le secrétaire à la démission.
Le 16 juillet, le comité central désigne Bettino Craxi, choisi peu avant comme président du groupe socialiste à la chambre basse, comme nouveau secrétaire du Parti socialiste italien. Refusant d'être un « pape de transition », il engage la « révolution des quadragénaires » et rajeunit l'image du parti. Pendant la captivité d'Aldo Moro, il se montre favorable à la négociation avec les Brigades rouges, ce qui lui vaut plusieurs critiques.
Il oriente le Parti socialiste vers le libéralisme économique et noue des alliances avec les franges conservatrices de la Démocratie Chrétienne.
Lors du XLIe congrès du Parti socialiste, à Turin en avril 1978, il parvient à se faire réélire au secrétariat, malgré le fait que son courant ait perdu plusieurs soutiens parmi les cadres du parti.
Après les élections générales anticipées des 3 et 4 juin 1979, au cours desquelles le PSI remonte un peu, sans repasser la barre des 10 % à la Chambre, le président de la République, le socialiste Sandro Pertini, lui confie la charge de former le gouvernement. Convoqué par le président de la République, il arrive en jeans au palais du Quirinal, mais est contraint par Sandro Pertini de se changer avant de commencer leur entretien. Ayant échoué, il doit rendre son mandat au chef de l'État.

### Président du Conseil
Lors des élections générales anticipées des 26 et 27 juin 1983, le PSI remonte à 11,4 % à la chambre basse. Pertini appelle de nouveau Craxi à former l'exécutif. Ce dernier reconstitue alors le « Pentapartito », alliance de la DC, du PSI, du Parti républicain italien (PRI) du Parti social-démocrate italien (PSDI) et du Parti libéral italien (PLI), créé en 1981 par Giovanni Spadolini.
Le 4 août, il présente son premier gouvernement au président de la République. Il se fait réélire, l'année suivante, secrétaire du PSI par acclamation lors du XLIIIe congrès, qui se déroule à Vérone, contrairement à la tradition qui veut que les délégués votent.
Au cours de son mandat, il doit gérer la crise de Sigonella, où il se révèle un partisan du dialogue, contrairement à Spadolini, ministre de la Défense, qui prône une intervention. Par cette position, il s'oppose fortement à Ronald Reagan. En 1986, il prévient Mouammar Kadhafi que l'US Air Force prépare un bombardement contre lui.
À la suite du rejet d'un décret-loi sur laquelle il avait engagé sa responsabilité, il remet sa démission le 27 juin 1986. L'exécutif achève alors un mandat de deux ans, onze mois et vingt-huit jours, ce qui constitue à l'époque le record de longévité. Le président Francesco Cossiga décide cependant de le maintenir en fonction et il forme, le 1er juillet, le gouvernement Craxi II, avec les mêmes alliés. Il se démet à peine huit mois plus tard, le 3 mars 1987, après avoir confirmé à la télévision l'existence d'un pacte entre le PSI et la DC prévoyant l'alternance au pouvoir entre lui-même et Ciriaco De Mita, ce qui vaut un retrait de confiance de la part des démocrate-chrétiens.
Aux élections générales anticipées du 14 juin 1987, les socialistes profitent à plein du passage de leur secrétaire au palais Chigi en remportant 14,3 % à la Chambre des députés, soit leur meilleur résultat depuis vingt ans. Le PSI réintègre le gouvernement, mais Craxi n'y entre pas.

### Opération Mains propres

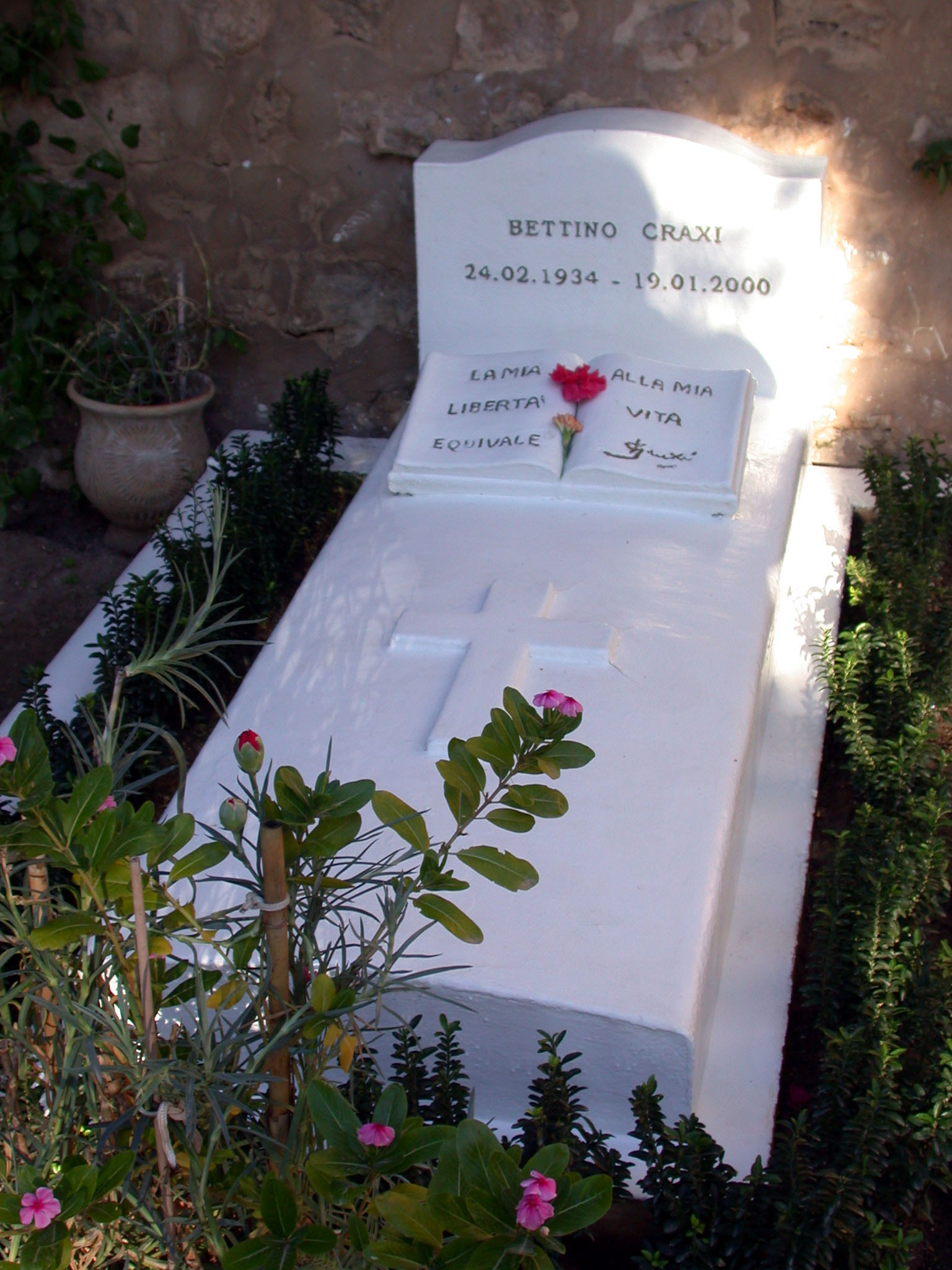
La tombe de Craxi à Hammamet en 2011.

Ami de l'homme d'affaires Silvio Berlusconi, qu'il aida dans son ascension fulgurante dans le monde de l'entreprise, il fut, avec son épouse Anna, le témoin de son mariage avec l'actrice Veronica Lario, le 10 décembre 1990.
Lorsque éclate l'immense scandale de corruption des partis, baptisé « Tangentopoli » (littéralement « Pots-de-vin Ville »), il est mis en cause dans une demi-douzaine d'affaires de financement illégal du PSI et de corruption. Inculpé, puis condamné à vingt-sept ans et demi d'emprisonnement, il démissionne en février 1993 du secrétariat du Parti socialiste, après dix-sept ans de mandat.
Après un discours à la Chambre des députés dans lequel il détaille comment tous les partis se sont financés jusque-là, il s'enfuit en Tunisie en 1994, juste avant que son passeport ne lui soit retiré. Protégé par le gouvernement local des mandats d'arrêt internationaux, il meurt en exil, à Hammamet, le 19 janvier 2000 d'un arrêt cardiaque. Malade du cœur, souffrant de goutte et de diabète, il avait déjà été victime d'une tumeur au rein.

## Héritage politique familial
Son fils Bobo Vittorio Craxi fut député du parti Nouveau PSI de 2001 à 2006, avant de créer un nouveau parti centriste, I Socialisti, et entre mai 2006 et mai 2008 est sous-secrétaire d'État aux Affaires étrangères du second gouvernement de Romano Prodi. Sa fille Stefania a été députée du parti de Silvio Berlusconi et sous-secrétaire d'État aux Affaires étrangères dans le quatrième gouvernement de celui-ci.